# ترانه‌شناسی حبیب

## آلبوم‌ها

### مرد تنهای شب(۱۹۷۷/۱۳۵۶)

جلد کاست مرد تنهای شب

جلد سی‌دی مرد تنهای شب

- ترتیب‌ آهنگ‌ها در نسخهٔ سی‌دی متفاوت است.

| نام ترانه       | ترانه‌سرا       | آهنگساز | تنظیم       |
| --------------- | -------------- | ------- | ----------- |
| مرد تنهای شب    | سعید قائم‌مقامی | حبیب    | اریک ارکانت |
| یاران من        | مزدک           | حبیب    | اریک ارکانت |
| شب جدائی        | حبیب           | حبیب    | اریک ارکانت |
| مادر            | حبیب           | حبیب    | اریک ارکانت |
| قصهٔ روز سیاه    | مزدک           | حبیب    | اریک ارکانت |
| نگاهم           | حبیب           | حبیب    | اریک ارکانت |
| خرس کوکی        | سعید قائم‌مقامی | حبیب    | اریک ارکانت |
| شهلای من        | حبیب           | حبیب    | اریک ارکانت |
| غم با تو نبودن  | حبیب           | حبیب    | اریک ارکانت |
| خواب سرخ بوسه‌ها | کریم محمودی    | حبیب    | اریک ارکانت |

### سلام همسایه (۱۹۷۸/۱۳۵۷)

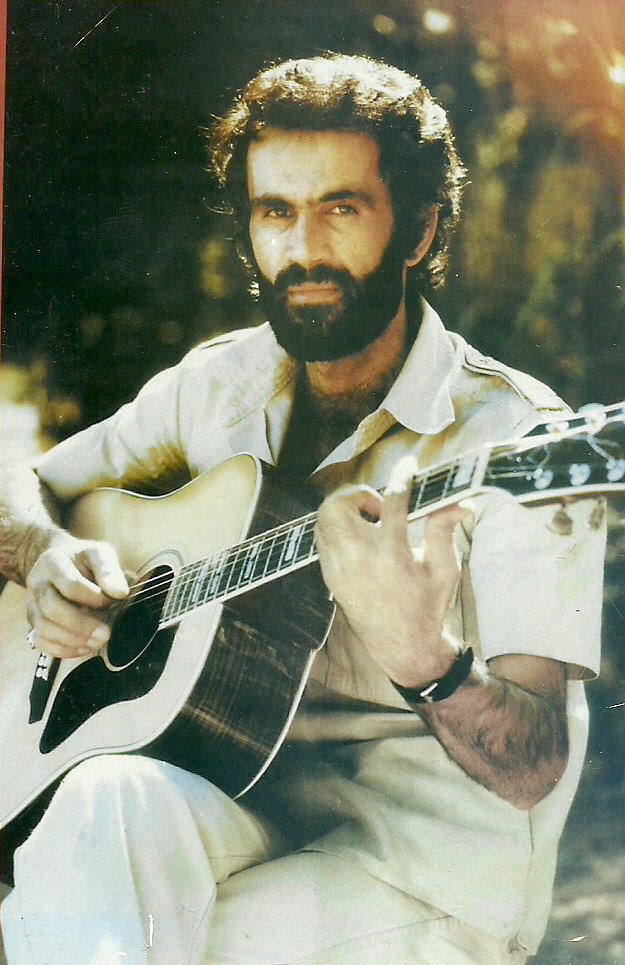

| نام ترانه      | ترانه‌سرا       | آهنگساز     | تنظیم         |
| -------------- | -------------- | ----------- | ------------- |
| شام غریبان     | حافظ           | حبیب        | ناصر چشم‌آذر   |
| سلام همسایه    | سعید قائم‌مقامی | حبیب        | اریک ارکانت   |
| دلا برخیز      | رضا اشعاری     | حبیب        | اریک ارکانت   |
| فصل عشق        | مسعود فردمنش   | سیاوش قمیشی | منوچهر چشم‌آذر |
| عابر           | رضا اشعاری     | حبیب        | اریک ارکانت   |
| هرگز           | مسعود فردمنش   | حبیب        | اریک ارکانت   |
| شب‌های غم‌آباد   | مزدک           | حبیب        | اریک ارکانت   |
| زیباترین ترانه | سعید قائم‌مقامی | حبیب        | اریک ارکانت   |
| لحظه‌ها         | رضا اشعاری     | حبیب        | اریک ارکانت   |
| خانا خانا      | ترکی           | ترکی        | ناصر چشم‌آذر   |

### دوست خوب بچه‌ها (۱۹۸۰/۱۳۵۹)
| نام ترانه                         | ترانه‌سرا     | آهنگساز | تنظیم       |
| --------------------------------- | ------------ | ------- | ----------- |
| بت                                | ناصر مهدی‌پور | حبیب    | رضا جهان‌شمس |
| دوست خوب بچه‌ها (به‌یاد صمد بهرنگی) | ناصر مهدی‌پور | حبیب    | رضا جهان‌شمس |
| جنبش                              | مزدک         | حبیب    | رضا جهان‌شمس |
| گلسرخی (به‌یاد خسرو گلسرخی)        | ناصر مهدی‌پور | حبیب    | رضا جهان‌شمس |
| بت (بی‌کلام)                       |              | حبیب    | رضا جهان‌شمس |
| رفیقان                            | ناصر مهدی‌پور | حبیب    | رضا جهان‌شمس |
| کوثر                              | شهریاری      | حبیب    | رضا جهان‌شمس |
| گفتم و گفتا                       | حافظ         | حبیب    | رضا جهان‌شمس |
| گلسرخی (بی‌کلام)                   |              | حبیب    | رضا جهان‌شمس |
| جنبش (بی‌کلام)                     |              | حبیب    | رضا جهان‌شمس |

### آفتاب مهتاب (۱۹۸۴/۱۳۶۳)

جلد کاست آفتاب مهتاب (نخستین کاست مستقل حبیب در غربت)

| نام ترانه           | ترانه‌سرا         | آهنگساز        | تنظیم         |
| ------------------- | ---------------- | -------------- | ------------- |
| آفتاب مهتاب         | حبیب             | چنگیز جوشکونر  | چنگیز جوشکونر |
| خوشگل من (بازخوانی) | ابوالقاسم اعلامی | هادی آرزم      | حبیب          |
| گلاله               | بیژن سمندر       | حبیب           | رضا جهان‌شمس   |
| عزیزم               | باباطاهر         | محلی           | حبیب          |
| دلم دریای خونه      | شهین حنانه       | هوشنگ دریارو   | نوید نحوی     |
| چرخ و فلک           | خیام             | حبیب           | نوید نحوی     |
| واعظان              | حافظ             | ترکی استانبولی | ایوب          |

### خورشید خانوم (۱۹۸۸/۱۳۶۷)
| نام ترانه                 | ترانه‌سرا       | آهنگساز     | تنظیم       |
| ------------------------- | -------------- | ----------- | ----------- |
| بندری                     | بهنام          | بهنام       | مجید قربانی |
| خورشید خانوم              | احمد شاملو     | حبیب        | مجید قربانی |
| همخونه                    | دکتر علائی     | حبیب        | مجید قربانی |
| گلخونه                    | دکتر علائی     | حبیب        | مجید قربانی |
| مرد تنهای شب (اجرای جدید) | سعید قائم‌مقامی | حبیب        | حبیب        |
| گل‌های شادی                | حسین چترنور    | ناصر سعیدفر | مجید قربانی |
| بیقرار                    | حسین چترنور    | ناصر سعیدفر | مجید قربانی |

### همراز (۱۹۸۸/۱۳۶۷)
| نام ترانه   | ترانه‌سرا          | آهنگساز | تنظیم |
| ----------- | ----------------- | ------- | ----- |
| همراز       | لیلا کسری (هدیه)  | حبیب    | حبیب  |
| قصه مهربونی | لیلا کسری (هدیه)  | حبیب    | حبیب  |
| بی‌حوصله     | لیلا کسری (هدیه)  | حبیب    | حبیب  |
| عشق زندگی   | محلی              | محلی    | حبیب  |
| راز و نیاز  | همایون هوشیارنژاد | حبیب    | حبیب  |
| شیرین شیرین | لیلا کسری (هدیه)  | حبیب    | حبیب  |
| صدای فریاد  | لیلا کسری (هدیه)  | حبیب    | حبیب  |

### عروس فرنگی (مشترک بافرزینوفتانه) (۱۹۸۹/۱۳۶۸)
| نام ترانه        | خواننده | ترانه‌سرا       | آهنگساز        | تنظیم           |
| ---------------- | ------- | -------------- | -------------- | --------------- |
| عروس فرنگی       | فتانه   | جمشید شیبانی   | جمشید شیبانی   | محمد مقدم       |
| کی گفته          | حبیب    | رضا شمسا       | حسین واثقی     | سعید قربانی     |
| زینو             | فرزین   | محلی           | محلی           | مهداد زند کریمی |
| نرو نرو          | فتانه   | جمشید شیبانی   | جمشید شیبانی   | آندرانیک        |
| درساتو کجا خوندی | فرزین   | جهانبخش پازوکی | جهانبخش پازوکی | عارف ابراهیم‌پور |
| عزیزم            | حبیب    | جهانبخش مهموری | سعید مهناویان  | سعید قربانی     |

### آخه عزیزم چی می‌شه (۱۹۹۲/۱۳۷۱)
| نام ترانه         | ترانه‌سرا       | آهنگساز    | تنظیم        |
| ----------------- | -------------- | ---------- | ------------ |
| عاشقم             | سعید قائم‌مقامی | حبیب       | زاره کشیشیان |
| بی‌تو دلم گرفته    | دکتر علائی     | حبیب       | مجید قربانی  |
| امامزاده          | ناصر مهدی‌پور   | حبیب       | زاره کشیشیان |
| آخه عزیزم چی می‌شه | ابوالفضل ادبی  | شمسی طلوعی | حبیب         |
| یا ربّ             | دکتر علائی     | حبیب       | زاره کشیشیان |
| یه مشت خاک        | دکتر علائی     | حبیب       | مجید قربانی  |

### صفر(۱۹۹۴/۱۳۷۳)
| نام ترانه        | ترانه‌سرا       | آهنگساز      | تنظیم      |
| ---------------- | -------------- | ------------ | ---------- |
| کسی حالم نمی‌پرسه | حسین چترنور    | حبیب         | حبیب       |
| صفر              | عارف قزوینی    | حبیب         | حبیب       |
| پریا             | احمد شاملو     | حبیب         | حبیب       |
| محتاج            | Selami Şahin   | Selami Şahin | لو واروژان |
| آتش              | انوری          | حبیب         | حبیب       |
| شهلا             | حبیب           | حبیب         | حبیب       |
| شب سیاه          | مزدک           | حبیب         | حبیب       |
| محتاج (بی‌کلام)   | محتاج (بی‌کلام) | Selami Şahin | لو واروژان |

### بزن باران(۱۹۹۶/۱۳۷۵)
| نام ترانه         | ترانه‌سرا            | آهنگساز | تنظیم |
| ----------------- | ------------------- | ------- | ----- |
| مرگ قو            | مهدی حمیدی شیرازی   | حبیب    | حبیب  |
| نفس               | محمدرضا شفیعی کدکنی | حبیب    | حبیب  |
| بزن باران         | محمد جلالی چیمه     | حبیب    | حبیب  |
| کجا بودم کجا رفتم | عطار نیشابوری       | حبیب    | حبیب  |
| دهل               | ناصر مهدی‌پور        | حبیب    | حبیب  |
| سردار جنگل        | ناصر مهدی‌پور        | حبیب    | حبیب  |
| منّت               | حالتی ترکمان        | حبیب    | حبیب  |

### کویر باور(۱۹۹۹/۱۳۷۸)
| نام ترانه        | ترانه‌سرا      | آهنگساز | تنظیم |
| ---------------- | ------------- | ------- | ----- |
| کویر باور        | امیر کعبه‌ای   | حبیب    | حبیب  |
| خرچنگ‌های مردابی  | محمدعلی بهمنی | حبیب    | حبیب  |
| گمشده            | صائب تبریزی   | حبیب    | حبیب  |
| مادر (اجرای دوم) | حبیب          | حبیب    | حبیب  |
| هزاران           | خسرو فرشیدورد | حبیب    | حبیب  |
| بنی آدم          | سعدی          | حبیب    | حبیب  |
| وادی عشق         | امیر کعبه‌ای   | حبیب    | حبیب  |
| سنگ خارا         |               | حبیب    | حبیب  |

### خداوندا (۲۰۰۱/۱۳۸۰)
| نام ترانه   | ترانه‌سرا         | آهنگساز | تنظیم |
| ----------- | ---------------- | ------- | ----- |
| خداوندا     | نادر ابراهیمی    | حبیب    | حبیب  |
| دنیای بابا  | ناصر مهدی‌پور     | حبیب    | حبیب  |
| هزاران بار  | ابوالقاسم لاهوتی | حبیب    | حبیب  |
| افق         | فرخی یزدی        | حبیب    | حبیب  |
| قبله‌نما     | ایرج میرزا       | حبیب    | حبیب  |
| خانه ویرانه | پژمان بختیاری    | حبیب    | حبیب  |
| خسته‌ام      | امیر کعبه‌ای      | حبیب    | حبیب  |
| راه شب      | رضا اشعاری       | حبیب    | حبیب  |

### خانه کوچک(۲۰۰۲/۱۳۸۱)
| نام ترانه        | ترانه‌سرا                   | آهنگساز | تنظیم |
| ---------------- | -------------------------- | ------- | ----- |
| آلبوم            | محمدابراهیم باستانی پاریزی | حبیب    | حبیب  |
| راستی به که مانم | حسن هنرمندی                | حبیب    | حبیب  |
| دروغه            | حبیب                       | حبیب    | حبیب  |
| سفر بخیر         | محمدرضا شفیعی کدکنی        | حبیب    | حبیب  |
| خواب سرخ بوسه‌ها  | کریم محمودی                | حبیب    | حبیب  |
| من و تو          | حمید مصدق                  | حبیب    | حبیب  |
| بادبادک‌ها        | عمران صلاحی                | حبیب    | حبیب  |
| خانه کوچک        | حمید مصدق                  | حبیب    | حبیب  |

### جوونی(باهمراهیمحمد محبیان) (۲۰۰۴/۱۳۸۳)

جلد آلبوم جوونی

| نام ترانه               | خواننده                   | ترانه‌سرا       | آهنگساز       | تنظیم         |
| ----------------------- | ------------------------- | -------------- | ------------- | ------------- |
| قسم                     | محمد محبیان               | پاکسیما زکی‌پور | حبیب          | شوبرت آواکیان |
| ناز نکن                 | حبیب                      | داوود بدرخانی  | حبیب          | محمد ستاری    |
| بیا                     | محمد محبیان               | پاکسیما زکی‌پور | حبیب          | شوبرت آواکیان |
| دروغ                    | حبیب                      | پاکسیما زکی‌پور | حبیب          | شوبرت آواکیان |
| جوونی                   | محمد محبیان               | حبیب           | حبیب          | حبیب          |
| نازنینم                 | حبیب                      | پاکسیما زکی‌پور | حبیب          | حبیب          |
| مادر (اجرای سوم)        | حبیب و محمد               | حبیب           | حبیب          | حبیب          |
| یادت نره                | محمد محبیان               | پاکسیما زکی‌پور | حبیب          | شوبرت آواکیان |
| نامه                    | حبیب                      | شفیعی کدکنی    | حبیب          | حبیب          |
| مانکن                   | محمد محبیان               | پاکسیما زکی‌پور | منوچهر چشم‌آذر | منوچهر چشم‌آذر |
| نگاهم                   | حبیب                      | حبیب           | حبیب          | حبیب          |
| غیر تو                  | محمد محبیان               | پاکسیما زکی‌پور | حبیب          | حبیب          |
| وقتشه                   | حبیب، محمد، اندی و مکابیز | پاکسیما زکی‌پور | حبیب          | شوبرت آواکیان |
| سلام همسایه             | حبیب و محمد               | سعید قائم‌مقامی | حبیب          | حبیب          |
| بیا (کلاب میکس)         | محمد محبیان               | پاکسیما زکی‌پور | حبیب          | شوبرت آواکیان |
| یادت نره (کلاب میکس)    | محمد محبیان               | پاکسیما زکی‌پور | حبیب          | شوبرت آواکیان |
| سلام همسایه (کلاب میکس) | حبیب و محمد               | سعید قائم‌مقامی | حبیب          | محمد ستاری    |

### خودشه (باهمراهیمحمد محبیان) (۲۰۰۶/۱۳۸۵)
| نام ترانه                | خواننده     | ترانه‌سرا       | آهنگساز | تنظیم          |
| ------------------------ | ----------- | -------------- | ------- | -------------- |
| بارون                    | حبیب و محمد | داوود بدرخانی  | حبیب    | اندی جی        |
| ستاره                    | محمد محبیان | داوود بدرخانی  | حبیب    | اندی جی        |
| اشاره                    | حبیب        | مهین آبادانی   | حبیب    | اروین خاچیکیان |
| لحظه                     | محمد محبیان | مهین آبادانی   | حبیب    | فریدون اسکندر  |
| هق هق                    | حبیب        | داوود بدرخانی  | حبیب    | ساندرو رِبِل     |
| خودشه                    | محمد محبیان | مینا جلالی     | حبیب    | تیگران ساکیان  |
| مارو باش                 | حبیب        | داوود بدرخانی  | حبیب    | حبیب           |
| شیرین و فرهاد            | محمد محبیان | داوود بدرخانی  | حبیب    | ساندرو رِبِل     |
| نماز و روزه              | حبیب        | داوود بدرخانی  | حبیب    | حبیب           |
| قصهٔ عشق                  | محمد محبیان | پاکسیما زکی‌پور | حبیب    | حبیب           |
| مرد تنهای شب (کلاب میکس) | حبیب        | سعید قائم‌مقامی | حبیب    | اروین خاچیکیان |
| هوای گریه                | محمد محبیان | مهین آبادانی   | حبیب    | فریدون اسکندر  |
| زندگی                    | حبیب        | پاکسیما زکی‌پور | حبیب    | حبیب           |
| تنهایی                   | محمد محبیان | مهسا سماواتی   | حبیب    | اندی جی        |
| مرد تنهای شب             | حبیب        | سعید قائم‌مقامی | حبیب    | اروین خاچیکیان |

### ایران بانو (باهمراهیمحمد محبیان) (۲۰۰۸/۱۳۸۷)
| نام ترانه                  | ترانه‌سرا      | آهنگساز | تنظیم               |
| -------------------------- | ------------- | ------- | ------------------- |
| ایران بانو                 | مینا جلالی    | حبیب    | ساندرو رِبِل          |
| عیدی (با محمد محبیان)      | مینا جلالی    | حبیب    | فریدون اسکندر       |
| ستاره‌ها                    | داوود بدرخانی | حبیب    | حبیب و ساندرو رِبِل   |
| قبله                       | مهین آبادانی  | حبیب    | حبیب و آلن اوهانیان |
| لَنتَرانی                    | حمید مصدق     | حبیب    | حبیب                |
| عزیز جونم (با محمد محبیان) | حبیب          | حبیب    | حبیب و ساندرو رِبِل   |
| عزیز من                    | نادر ابراهیمی | حبیب    | حبیب                |
| مظلوم عشق                  | مینا جلالی    | حبیب    | حبیب                |
| بَد بَده                     | حمید مصدق     | حبیب    | حبیب و لو واروژان   |
| نصیحت                      | مینا جلالی    | حبیب    | حبیب و ساندرو رِبِل   |

## تک‌آهنگ‌ها
| نام ترانه                   | ترانه‌سرا        | آهنگ‌ساز   | تنظیم‌کننده           | سال انتشار |
| --------------------------- | --------------- | --------- | -------------------- | ---------- |
| بهار                        | دکتر علائی      | حبیب      | مجید قربانی          | ۱۳۶۹ ۱۹۹۰  |
| جوونی (سه روزه رفته‌ای)      | باباطاهر        | حبیب      | زاره کشیشیان         | ۱۳۶۹ ۱۹۹۰  |
| نماز و روزه (ورژن جدید)     | داوود بدرخانی   | حبیب      | مهرزاد جاوید         | ۱۳۸۸ ۲۰۰۹  |
| شونه به شونه                | یاحا کاشانی     | حبیب      | انوش تقوی            | ۱۳۸۹ ۲۰۱۰  |
| عشق‌های خدایی                | سعید بدرخانی    | حبیب      | مهرزاد جاوید         | ۱۳۸۹ ۲۰۱۰  |
| غدیر خم                     | سعید بدرخانی    | حبیب      | حبیب                 | ۱۳۸۹ ۲۰۱۰  |
| آب و خاک                    | احمد شاملو      | حبیب      | حبیب                 | ۱۳۹۱ ۲۰۱۲  |
| باران                       | حمید مصدق       | حبیب      | حبیب                 | ۱۳۹۱ ۲۰۱۲  |
| سارا                        | محلی آذری       | حبیب      | حبیب                 | ۱۳۹۱ ۲۰۱۲  |
| محکوم (همراه سمیر زند)      | مینا جلالی      | حبیب      | علی منصوری           | ۱۳۹۱ ۲۰۱۳  |
| تو نبودی                    | نگین فرهمند     | حبیب      | آرا هایراپتیان       | ۱۳۹۱ ۲۰۱۳  |
| ببار ای برف                 | سعید قائم مقامی | حبیب      | نیمان غفاری          | ۱۳۹۲ ۲۰۱۴  |
| ناز گل بابا                 | داوود بدرخانی   | حبیب      | حبیب                 | ۱۳۹۳ ۲۰۱۴  |
| الله اکبر                   | اته رنه کاستیلو | حبیب      | حبیب                 | ۱۳۹۳ ۲۰۱۴  |
| بانوی شرقی                  | سعید بدرخانی    | حبیب      | حبیب                 | ۱۳۹۳ ۲۰۱۴  |
| دنیا                        | نگین فرهمند     | حبیب      | میلاد بهشتی          | ۱۳۹۴ ۲۰۱۵  |
| گل سرخ                      | داوود بدرخانی   | حبیب      | اندی جی              | ۱۳۹۵ ۲۰۱۶  |
| محکوم (ورژن نهایی)          | مینا جلالی      | حبیب      | مهرداد حمیدی         | ۱۳۹۵ ۲۰۱۶  |
| تو حسینی                    | شهریاری         | حبیب      | حبیب و بنیامین عمران | ۱۳۹۶ ۲۰۱۷  |
| یاد گریه‌هات (به همراه محمد) | حبیب            | حبیب      | حبیب                 | ۱۳۹۶ ۲۰۱۸  |
| ایران بانو (ورژن جدید)      | مینا جلالی      | حبیب      | بنیامین عمران        | ۱۳۹۸ ۲۰۲۰  |
| بوی دریا (همراه محمد)       | علی دیباج       | علی دیباج | بنیامین عمران        | ۱۴۰۱ ۲۰۲۲  |

## آهنگسازی برای دیگران
| خواننده    | نام ترانه             | ترانه‌سرا      | آهنگ‌ساز | تنظیم‌کننده    |
| ---------- | --------------------- | ------------- | ------- | ------------- |
| لیلا فروهر | هرچی بخوای            | مهین آبادانی  | حبیب    | محمد ستاری    |
| ستار       | دنیای بابا            | ناصر مهدی‌پور  | حبیب    | مجید قربانیان |
| نوش‌آفرین   | زنگ در                | مینا جلالی    | حبیب    | اندی جی       |
| نوش‌آفرین   | دروغ نیست             | پاکسیما       | حبیب    | فریدون اسکندر |
| هلن        | فراموش نکنی           | مهین آبادانی  | حبیب    | پوریا نیاکان  |
| مرتضی      | هلاکتم                | محمود بدرخانی | حبیب    | پوریا نیاکان  |
| مکابیز     | هرکسو بیشتر دوست داری | حبیب          | حبیب    | حبیب          |